# Erik Händeler
Erik Händeler (* 28. Juni 1969 in Wuppertal) ist ein deutscher Wirtschaftsjournalist. Der Zukunftsforscher ist Spezialist für die Kondratjewtheorie der langen Strukturzyklen und wendet diese zur Analyse und Prognose makroökonomischer Entwicklungen sowie zum Aufzeigen entsprechender Lösungsansätze an.

## Leben
Händeler machte 1988 sein Abitur, absolvierte ab November 1989 ein Zeitungsvolontariat beim Donaukurier in Ingolstadt und arbeitete dort als Stadtredakteur. Dann studierte er an der Ludwig-Maximilians-Universität München Wirtschaftspolitik, Volkswirtschaft und Kommunikationswissenschaften. Seit 1993 beschäftigte er sich mit der Theorie der langen Konjunkturwellen (Kondratieff-Zyklen) und machte diese später zum Thema seiner Magisterarbeit Deutschland im 5. Kondratieff. Seit 1997 arbeitet er auch als freier Wirtschaftsjournalist, um die Kondratieff-Theorie in eine breite öffentliche Debatte zu tragen. Daneben war er von 2006 bis 2012 freier wissenschaftlicher Mitarbeiter an Matthias Horx’ Zukunftsinstitut in Kelkheim.
Händelers Tätigkeit als Publizist und Keynote-Referent konzentriert sich auf die Bedeutung von Kondratieffs Theorien für die Gegenwart: In der Wissensgesellschaft werde der Wohlstand vom Sozialverhalten abhängen. Während früher Maschinen die Produktivität steigerten, sei der Wohlstand heute nur durch eine kooperative Arbeitskultur zu heben. Die aktuelle Finanz- und Konjunkturkrise seit 2008 erklärt er damit, dass sich das technologische Netz rund um den Computer weitgehend fertig ausgebreitet habe und es so derzeit an rentablen Investitionsmöglichkeiten fehle. Deswegen seien die Zinsen so niedrig, dass es an den Kapitalmärkten zu einer Preisblase komme, bis die Strukturen und Erfolgsmuster für den nächsten Strukturzyklus umgesetzt worden sind. Mit Hilfe der Kondratiefftheorie erklärt er den Zusammenhang zwischen monetärer und realer Welt, die in der Neoklassischen Theorie der Wirtschaftswissenschaften sonst geteilt sind.
Neben seinen Büchern, von denen sein Erstling Die Geschichte der Zukunft bereits in der neunten Auflage erschien, veröffentlichte Händeler Beiträge unter anderem im Rheinischen Merkur, in der Süddeutschen Zeitung und der Financial Times Deutschland. Er ist Mitglied im Wirtschaftsausschuss beim Landeskomitee der Katholiken in Bayern sowie bei der Gesellschaft Katholischer Publizistinnen und Publizisten Deutschlands. Er ist stellvertretender bayerischer Landesvorsitzender im Verband der Katholiken in Wirtschaft und Verwaltung (KKV) und engagiert sich dort für dessen Projekt zur „neuen Arbeitskultur“. Er gehört ferner dem Diözesanpastoralrat des Bistums Eichstätt an.
Händeler ist verheiratet und hat drei Kinder.

## Preise
- 1998: Holistica-Preis des Münchner Pharma-Unternehmens Plantina zum Thema 6. Kondratieff[2]
- 2010: Kondratieff-Medaille des Instituts für Wirtschaft der Russischen Akademie der Wissenschaften[2]

## Veröffentlichungen
- Die Geschichte der Zukunft – Sozialverhalten heute und der Wohlstand von morgen, Brendow-Verlag, Moers 2003, ISBN 978-3-87067-963-7
- Kondratieffs Welt – Wohlstand nach der Industriegesellschaft, Brendow-Verlag, Moers 2005, ISBN 978-3-86506-065-5
- Der Wohlstand kommt in langen Wellen (Hörbuch, Sprecher: Thomas Lang) Brendow-Verlag, Moers 2006, ISBN 978-3-86506-138-6
- Silberne Revolution (mit Christian Rauch), Zukunftsinstitut, Kelkheim 2008, ISBN 978-3-938284-38-4
- Gesundheit wird zum Wachstumsmotor. Die Ressourcen für Krankheitsreparatur werden immer knapper und der Innovationsdruck löst einen neuen Kondratieff-Strukturzyklus aus in Wachstumsmotor Gesundheit. Die Zukunft unseres Gesundheitssystems (herausgegeben von Friedrich Merz). Carl Hanser Verlag, München 2008 Deutsch, ISBN 3-446-41456-8
- Warum wird uns die Krise auf eine höhere Stufe des Wohlstandes tragen? in 22 Fragen an TOP-Referenten, (herausgegeben von Nadine Buschhaus), Gabal Verlag, Offenbach 2010, ISBN 3-86936-056-9
- On the Reality behind Money in Sectors Matter! Exploring Mesoeconomics (herausgegeben von Stefan Mann) Springer Science+Business Media Berlin 2011, ISBN 978-3-642-18125-2
- Nikolai D. Kondratjew (herausgegeben und kommentiert von Erik Händeler): Die langen Wellen der Konjunktur : Nikolai Kondratieffs Aufsätze von 1926 und 1928. Marlon Verlag, Moers 2013, ISBN 978-3-943172-36-2.
- Himmel 4.0: wie die digitale Revolution zur Chance für das Evangelium wird, Brendow Verlag, Moers 2017, ISBN 978-3-96140-022-5.